# Mathias Fjellström
Mathias Fjellström (Skellefteå, 19 de setembro de 1975) é um produtor cinematográfico sueco. Como reconhecimento, foi nomeado ao Oscar 2010 na categoria de Melhor Curta-metragem por Instead of Abracadabra.